# Kálium-klorát
A kálium-klorát a kálium klórsavval alkotott sója. Képlete KClO3. Színtelen, monoklin szerkezetű kristályokból áll vagy fehér színű port alkot. Az oldhatósága hideg vízben kicsi, de forró vízben sokkal jobban oldódik. Nem higroszkópos. Vizes oldata semleges kémhatású. Az oldat íze sós, fanyar. Jól kristályosítható só.

## Kémiai tulajdonságai
Ha hevítik, megolvad és oxigénfejlődés közben kálium-perklorátra illetve kálium-kloridra bomlik.
{\displaystyle \mathrm {2\ KClO_{3}\rightarrow KClO_{4}+KCl+O_{2}} }
A bomlás mangán-dioxid jelenlétében már 140 °C-on végbemegy, oxigén fejlesztésére használják. Igen reakcióképes vegyület. Hevesen oxidál bizonyos éghető anyagokat, például szenet, ként, vörösfoszfort vagy cukrot ha ezekkel összekeverik. A folyamat már ütés vagy dörzsölés hatására is beindul és akár robbanáshoz is vezethet. Sósav jelenlétében klór fejlődik belőle. Ha kénsavval reagál, klór-dioxid (ClO2) képződik belőle, ami egy robbanékony vegyület.
{\displaystyle \mathrm {KClO_{3}+H_{2}SO_{4}\rightarrow KHSO_{4}+HClO_{3}} }
{\displaystyle \mathrm {3\ HClO_{3}\rightarrow HClO_{4}+2\ ClO_{2}+H_{2}O} }

## Élettani hatása
Mérgező hatású, 10 grammja halálos lehet. A kálium-klorát gyomor- és bélbántalmakat, bőrkiütéseket, lázat és sárgaságot okozhat. Idült mérgezést okozhat a porának belégzése, ennek a tünetei táplálkozási zavar és légúti megbetegedések.

## Előállítása
Kálium-klorát keletkezik, ha forró kálium-hidroxid oldatba klórgázt vezetnek.
{\displaystyle \mathrm {2\ KOH+Cl_{2}\rightarrow KOCl+KCl+H_{2}O} }
{\displaystyle \mathrm {3\ KOCl\rightarrow KClO_{3}+2\ KCl} }
Képződik kálium-hipoklorit oldat hevítésekor is, ekkor autooxidációs folyamat játszódik le. Leggyakrabban úgy állítják elő, hogy forró kálium-klorid-oldatot elektrolizálnak és a katódon kiváló kálium-hidroxidhoz vezetik az anódon fejlődő klórt.
{\displaystyle \mathrm {6\ KOH+3Cl_{2}\rightarrow KClO_{3}+5\ KCl+3\ H_{2}O} }

## Felhasználása
Legnagyobb mennyiségben gyufa, tűzijátékok és robbanószerek gyártására használják. Az úgynevezett biztonsági gyújtó fejének elkészítéséhez antimon(III)-szulfiddal (Sb2S3) és kénnel keverik. A dörzsöléskor hő fejlődik, ennek hatására oxigén fejlődik a kálium-klorátból. Az oxigén begyújtja a ként és az antimon-szulfidot.
Felhasználják a textilfestésben oxidálószernek. Laboratóriumban oxigén fejlesztésére használják, katalizátorként általában mangán-dioxidot adnak hozzá. Régen a híg oldatát (1-3%) toroköblítőként alkalmazták, de már nem használják mérgező hatása miatt.